# Bactrocera pernigra
Bactrocera pernigra är en tvåvingeart som beskrevs av Ito 1983. Bactrocera pernigra ingår i släktet Bactrocera och familjen borrflugor. Inga underarter finns listade.